# Église Saint-Joseph de Waterloo
 (juillet 2014).
Si vous disposez d'ouvrages ou d'articles de référence ou si vous connaissez des sites web de qualité traitant du thème abordé ici, merci de compléter l'article en donnant les références utiles à sa vérifiabilité et en les liant à la section « Notes et références ».
Pour les articles homonymes, voir Église Saint-Joseph.
L’église Saint-Joseph est un édifice religieux catholique sis sur la chaussée de Bruxelles à Waterloo (Belgique). Une chapelle royale de la fin du XVIIe siècle est agrandie en 1823 pour devenir lieu de culte et église paroissiale. Au fond de l'église de nombreuses dalles commémoratives rappellent le souvenir d'officiers anglais morts sur le champ de bataille de Waterloo (18 juin 1815).

## Histoire

### La chapelle royale
Une chapelle forestière dédiée à sainte Anne est détruite dans un incendie. Les Waterlootois veulent la reconstruire mais manquent d'argent. Depuis vingt[Quand ?] ans les producteurs de bois payent un impôt — le centième denier — sur leurs ventes. La somme rassemblée, même si importante pour un hameau, ne suffit pas. Le nouveau gouverneur général des Pays-Bas espagnols, Don Francisco Antonio de Agurto, marquis de Gastañaga intervient. Évoquant la stérilité désespérante de son souverain, le souffreteux et maladif Charles II d'Espagne, dernier des Habsbourg d’Espagne qui, malgré deux mariages, n’a toujours pas de descendant, le marquis est disposé à financer le projet d’une chapelle à saint Joseph (saint patron de l’infortuné monarque) comme vœu adressé à Dieu lui demandant la faveur d’une descendance royale masculine.
La cause est entendue et la première pierre est posée et bénite par l’archevêque de Malines le 26 juin 1687. Comme tout ce qui se construit à l’époque, l’architecture de l’édifice, attribuée au carolorégien Philippe Delsaux, emprunte au classicisme français : une rotonde, un dôme et, surtout, un portique à colonnes, référence à l’Antiquité, donnant à l’édifice une solennité toute royale. Elle est encore renforcée par la présence de deux lions sur le fronton du portique. C’est un monument imposant, tout en contraste avec la modestie des hameaux qu’il dessert.
Inaugurée en grande pompe le 19 février 1690, la pieuse intention du marquis reste sans effet sur la famille du monarque et sur sa carrière : il est rappelé à Madrid pour n’avoir pas suffisamment défendu la ville de Mons, prise par la France.

### Juridiction controversée
Les aléas du découpage administratif compliquent la vie de la nouvelle chapelle royale. Construite à la lisière de la forêt de Soignes, au lieu-dit petit Waterloo, elle dépend de la paroisse de Rhode-Saint-Genèse et, partant, du diocèse de Malines. Or, l’essentiel du hameau, le grand Waterloo, est du ressort de la paroisse de Braine-l'Alleud, dans le diocèse de Namur. Pour éviter l’hémorragie de fidèles, le curé de Braine veut s’approprier la nouvelle chapelle. Malgré les oppositions, il l’obtient temporairement pour éviter au curé de Rhode, vieillissant, de longs et dangereux déplacements à travers la forêt. La mort de ce dernier remet la question sur le tapis. S’agissant d’une fondation royale, payée avec les deniers du gouvernement espagnol, Bruxelles garde la haute main sur la nomination du recteur de la chapelle. Malgré ses propos calomnieux, le curé de Braine est écarté au profit de Guillaume-Albert Le Roy, chapelain depuis déjà trois ans.

### Révolution française
Peu après la Révolution française et l’annexion à la France des Pays-Bas méridionaux, la chapelle royale est vendue comme bien national. Thomas Gillet, homme d’affaires parisien avisé et sans scrupules, l’achète pour une bouchée de pain, comme il a déjà acquis les abbayes voisines d’Aywiers et de Wauthier-Braine. La messe est désormais célébrée clandestinement dans la grange de la ferme de la veuve de Philippe Pastur par le courageux abbé Bierlaire, réfractaire comme la plupart de ses confrères brabançons.
Pour valoriser ses investissements, le spéculateur immobilier démantèle les bâtiments et vend les matériaux. Il décoiffe la chapelle royale de son toit de plomb qu’il cède aux fournisseurs des armées pour en faire des balles de fusil... mais l’opposition de la population est telle qu’il hésite à poursuivre.
Entre-temps, Napoléon signe le concordat avec le pape et Waterloo devient paroisse autonome. Il lui faut une église. La commune sollicite la générosité de ses concitoyens pour racheter la chapelle et la réaffecter au culte. Celui-ci reprend le 10 juin 1806.

### L’église Saint-Joseph
L’édifice baroque, de plan central, se révèle toutefois bien trop petit pour accueillir l’ensemble des fidèles, qui sont désormais au nombre de 1500 personnes. Un premier projet d’agrandissement avait déjà été dessiné par Louis Montoyer en 1789. Après avoir un moment songé à démolir la chapelle pour reconstruire une église à Mont-Saint-Jean, l’idée d’un agrandissement refait surface. La commune dispose du terrain nécessaire et la solution est moins onéreuse.

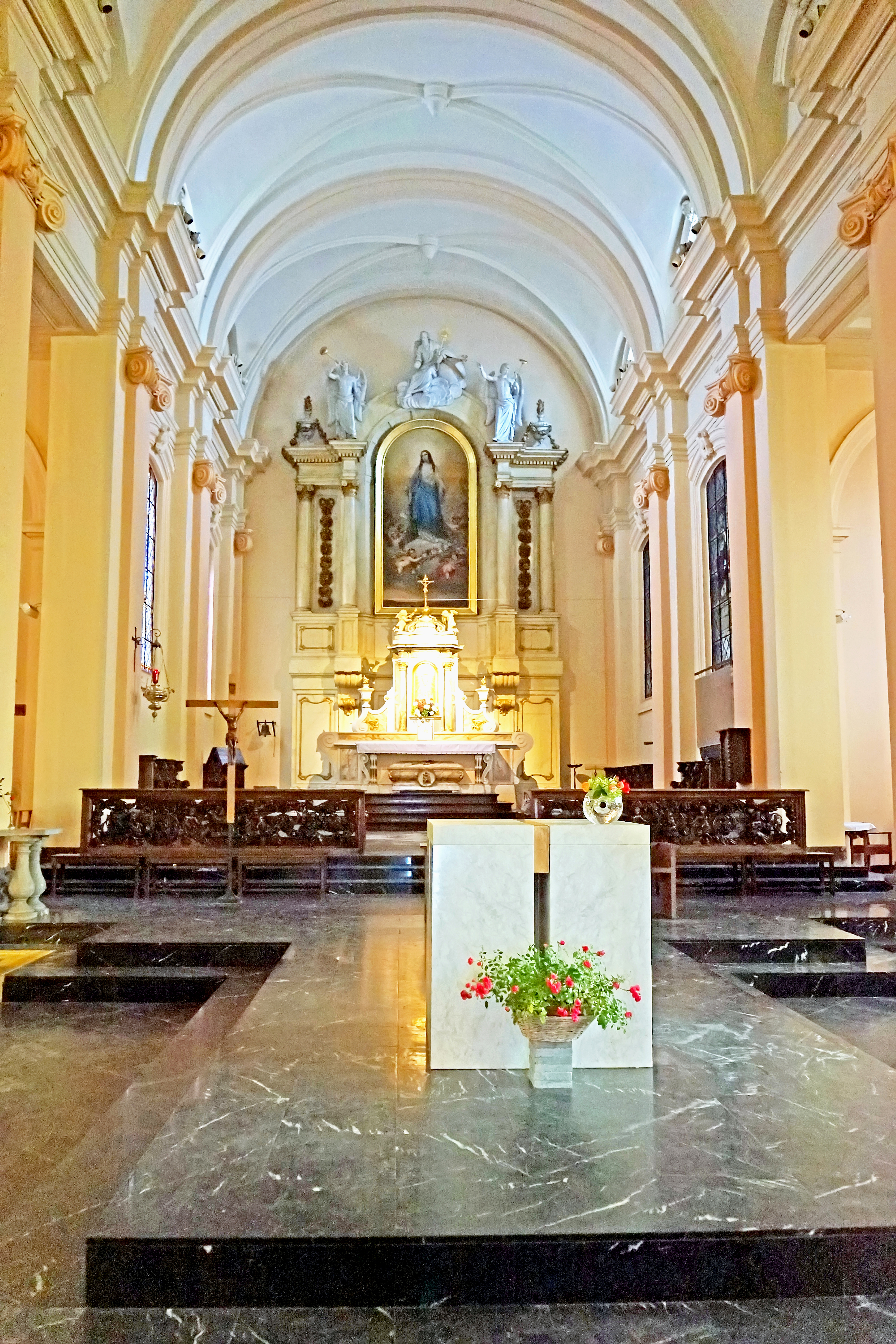
L'autel.

Le temps de rassembler dons et subsides, les travaux d’agrandissement sont menés à bien pendant les années 1823 et 1824. Un hall de brique, surmonté d’une toiture en ardoise, prolonge désormais le dôme vers l’arrière. Fermé vers la rue, celui-ci accueille désormais le chœur. Les pièces maîtresses du mobilier — la chaire de vérité et les bancs de communion en chêne massif sculpté — sont récupérés à l’abbaye des Blanches Dames d’Aywiers.
Trente ans plus tard — entre 1855 et 1858 — on restaure et agrandit encore l’édifice devenu vétuste, en le dotant d’un vaisseau à trois nefs néo-classiques garni, comme pendant du dôme du côté ouest, d’une tour carrée de brique surmontée, en 1899 seulement, d’une flèche en cuivre de 22 mètres de hauteur. Le revêtement intérieur mélange la pierre blanche et le stuc. Des pilastres ioniques soutiennent un fort entablement qui supporte les nervures croisées du toit et de la calotte de la coupole, éclairée par un lanternon et six œils-de-bœuf. Les Britanniques participent financièrement à l’opération. Les architectes Émile Coulon et Joseph Dumont, spécialistes de l’architecture religieuse, sont sollicités. Un facteur d'orgue de renom, Pierre-Hubert Anneessens, réalise un buffet tellement remarquable qu’il est vendu, un siècle plus tard, dans des circonstances troubles, par un restaurateur peu scrupuleux. Il est aujourd’hui mis en valeur dans une petite église du sud des Pays-Bas.

### Restauration: 1968 à 1972
Malgré le classement de la rotonde et du portique comme monument en 1956, l’église Saint-Joseph est dans un mauvais état. En cause: les deux guerres mondiales, les tempêtes et les premiers effets de la pollution de l'air par l’automobile. Une intervention urgente est mise sur pied à l’occasion du 150e anniversaire de la bataille de Waterloo, avec l’aide des Britanniques, mobilisés pour la cause par les descendants des soldats morts à la bataille de Waterloo. L’architecte Albert Degand a le souci de faire disparaître les ajouts du XIXe siècle qui dénaturent l’édifice comme le jubé, les plaques commémoratives, les enduits qui recouvrent la pierre.
La rénovation, achevée en 1972, consacre la séparation de l’ancienne chapelle royale et du vaisseau de l’église. L’arc d’entrée vers l’église a été maçonné, ne laissant plus comme passage qu’une porte vitrée dont la dimension et les chambranles rappellent ceux du portique.

## Patrimoine
- La chaire de vérité, en chêne solide, provient de l’ancienne abbaye cistercienne d’Aywiers. Les quatre faces de la cuvette illustrent, sculptées dans le chêne, des scènes de la vie de Jésus : le sermon sur la montagne, la pêche miraculeuse, la rencontre avec la femme samaritaine, et Jésus accueillant des enfants. Au pied de la chaire: Jésus avec Marthe et Marie.
- L’ancien banc de communion, également de l’abbaye d’Aywiers, fut divisé en plusieurs sections, que l’on trouve en divers endroits de l’église. Une remarquable  Cène, œuvre des frères Goyer, illustre une de ces sections.
- Les stalles du chœur, en chêne, datent du XVIIe siècle. Elles furent acquises en 1863, lors du second agrandissement de l’église et proviennent de la cathédrale Saint-Rombaut de Malines.
- Plusieurs tableaux méritent d’être mentionnés :
  - La Descente de Croix, copie de la toile de Rubens, serait due à Fréderic Dumesnil (1710-1791).
  - Une Assomption de la Vierge, copie de l’œuvre de Murillo, fut peinte par Fanny Geefs-Corr[1] en 1860.
  - La Guérison de la femme malade, (dans une chapelle latérale) est l’œuvre de Frédéric Dumesnil (1772). La toile provient également de l’ancienne abbaye d'Aywiers.
  - Les  14 stations du Chemin de croix sont autant de toiles peintes en 1848 par J.B. De Coninck.
- Six vitraux éclairent le sanctuaire de leurs lumières colorées. Quatre d’entre eux illustrent la Vierge Marie et les saints Joseph, Jacques et Philippe. Deux autres furent ajoutés en 1918 (fin de la Première Guerre mondiale), en acte de reconnaissance pour la libération de la Belgique.
- De larges plaques commémoratives fixées aux murs du fond de l’église, rappellent la mémoire d’officiers de divers bataillons anglais tombés au champ de bataille de Waterloo, les 16, 17 ou 18 juin 1815. Érigées en 1858 elles se trouvaient auparavant dans la rotonde (ancienne chapelle royale).

## Le presbytère
À droite de l’église, l’ancien presbytère (visible sur la photo de l’infobox), construit au moment du premier agrandissement, présente une belle façade néo-classique. L’entrepreneur se serait inspiré des plans de Louis Montoyer, archivés à la Révolution, pour construire ce bel hôtel à plan carré, précédé d’un perron à double volée surmonté, autrefois, d’une lucarne à fronton.
Désaffecté en 1968 en raison de son piètre état, il a abrité à titre temporaire des associations, des services communaux et même le cabinet du bourgmestre, avant d’être rénové pour accueillir, en 1995, la Fédération touristique de la province nouvellement créée du Brabant wallon. Il abrite aujourd’hui la maison du tourisme de Waterloo et des communes avoisinantes.